# Laurens van Hoepen
Laurens van Hoepen (Wassenaar, 6 de setembro de 2005) é um automobilista neerlandês que atualmente compete no Campeonato de Fórmula 3 da FIA pela equipe ART Grand Prix.

## Careira

### Fórmula Regional
Van Hoepen fez sua estreia nas corridas diretamente nos carros de Fórmula Regional no final de 2021, pilotando pela Graff Racing na categoria Challenge Monoplace da Ultimate Cup Series. Ele começou a competir, vencendo sua primeira corrida nos monopostos largando da pole position em Le Mans, à frente do vencedor de corrida de Fórmula E e vencedor da classe 24 Horas de Le Mans, Nico Prost. Ele venceria sete das nove corridas em que participou – o suficiente para conquistar o terceiro lugar na classificação do campeonato, apesar de ter perdido a primeira metade da temporada.
Para a temporada de 2022, van Hoepen mudou-se para o Campeonato de Fórmula Regional Europeia com equipe ART Grand Prix, em parceria com Gabriele Minì e Mari Boya. Embora tenha terminado apenas em 21º na classificação, ele conseguiu duas vitórias na classe de novato, ambas nas ruas de Mônaco. Depois de participar de duas rodadas do Campeonato de Fórmula Regional da Oceania no início de 2023, onde venceu o Grande Prêmio da Nova Zelândia após uma breve batalha com Louis Foster, van Hoepen permaneceu na ART na Fórmula Regional Europeia.

### Fórmula 3
Van Hoepen juntou-se a equipe ART Grand Prix para as sessões de testes pós-temporada do Campeonato de Fórmula 3 da FIA de 2023. Depois disso, ele participou do Grande Prêmio de Macau, terminando em décimo, antes de ser confirmado como piloto da ART para a temporada de 2024 da Fórmula 3 em dezembro.
Van Hoepen permaneceu na ART Grand Prix para a temporada de 2025, naquele que é seu quarto ano consecutivo com a equipe francesa.